# Barkway
Barkway är en ort och civil parish i Storbritannien.   Den ligger i grevskapet Hertfordshire och riksdelen England, i den sydöstra delen av landet, 60 km norr om huvudstaden London. Barkway ligger 130 meter över havet och antalet invånare är 656.
Terrängen runt Barkway är platt. Runt Barkway är det tätbefolkat, med 286 invånare per kvadratkilometer. Närmaste större samhälle är Stevenage, 18,6 km sydväst om Barkway. Trakten runt Barkway består till största delen av jordbruksmark.